# 20625 Noto
20625 Noto è un asteroide della fascia principale. Scoperto nel 1999, presenta un'orbita caratterizzata da un semiasse maggiore pari a 2,9425777 UA e da un'eccentricità di 0,0282655, inclinata di 2,99901° rispetto all'eclittica.
È dedicato alla penisola di Noto, in Giappone.